# Molophilus irregularis
Molophilus irregularis là một loài ruồi trong họ Limoniidae. Chúng phân bố ở miền Australasia.